# Erbonne

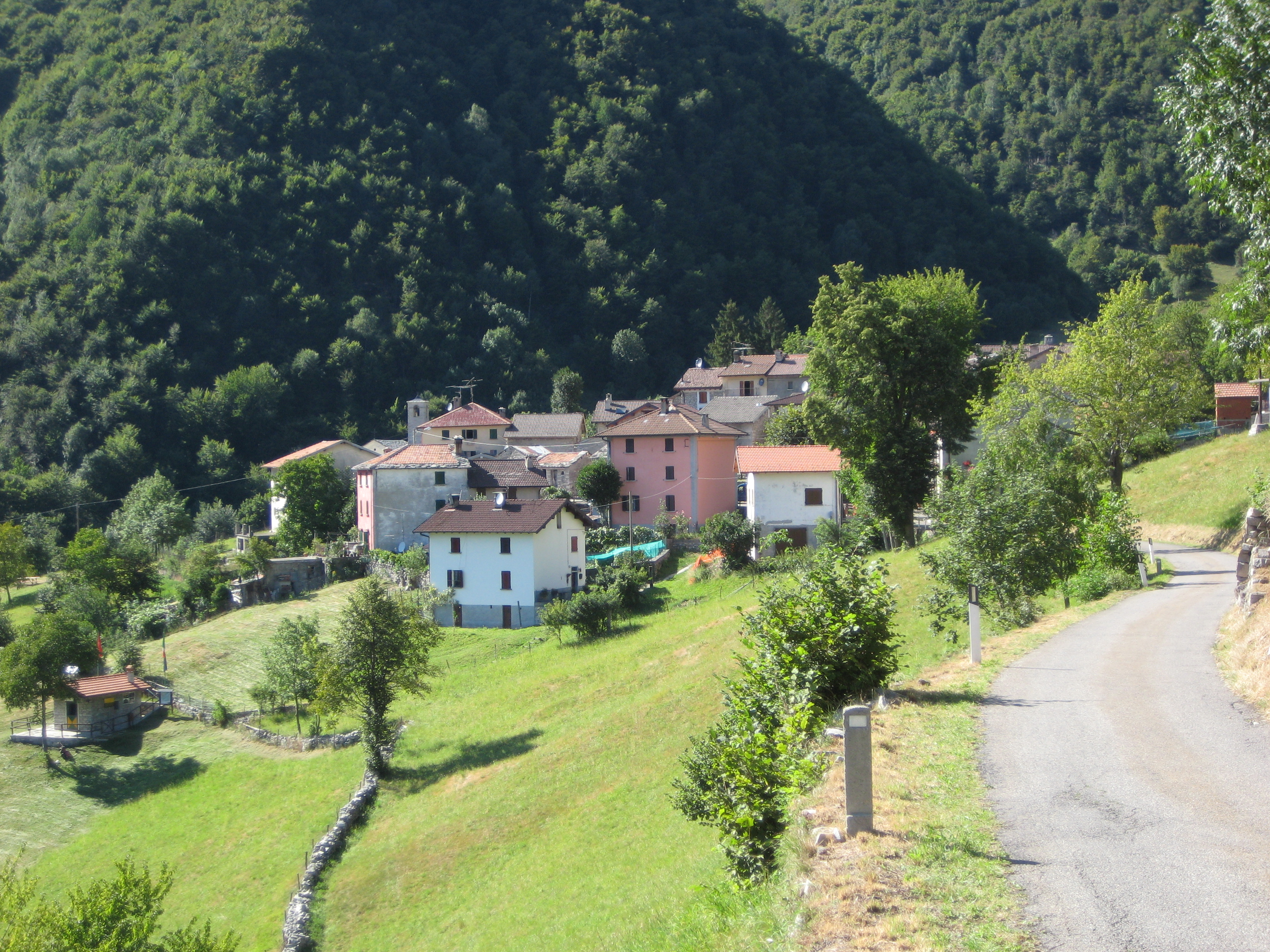
Erbonne

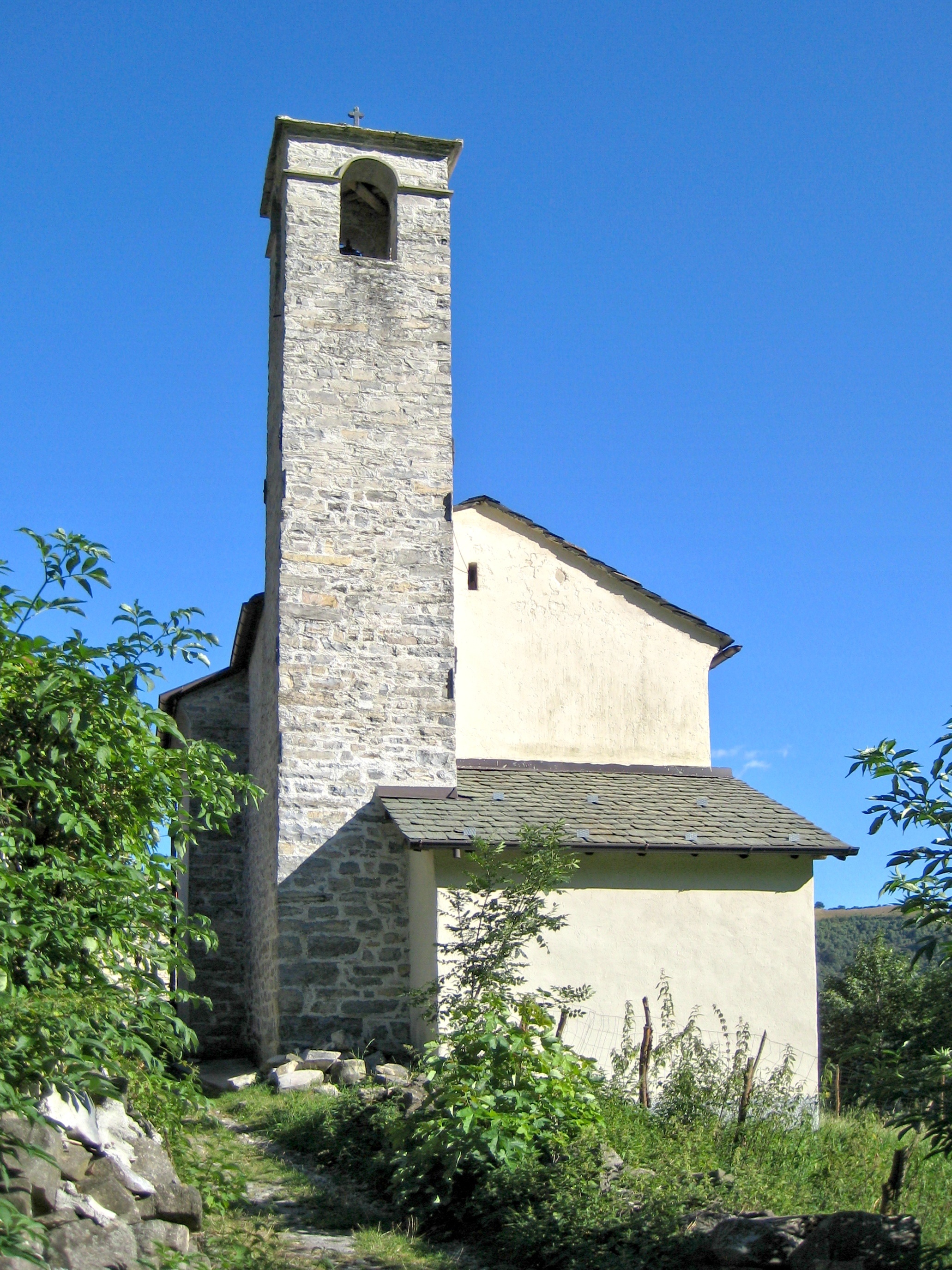
Kirche San Giuseppe

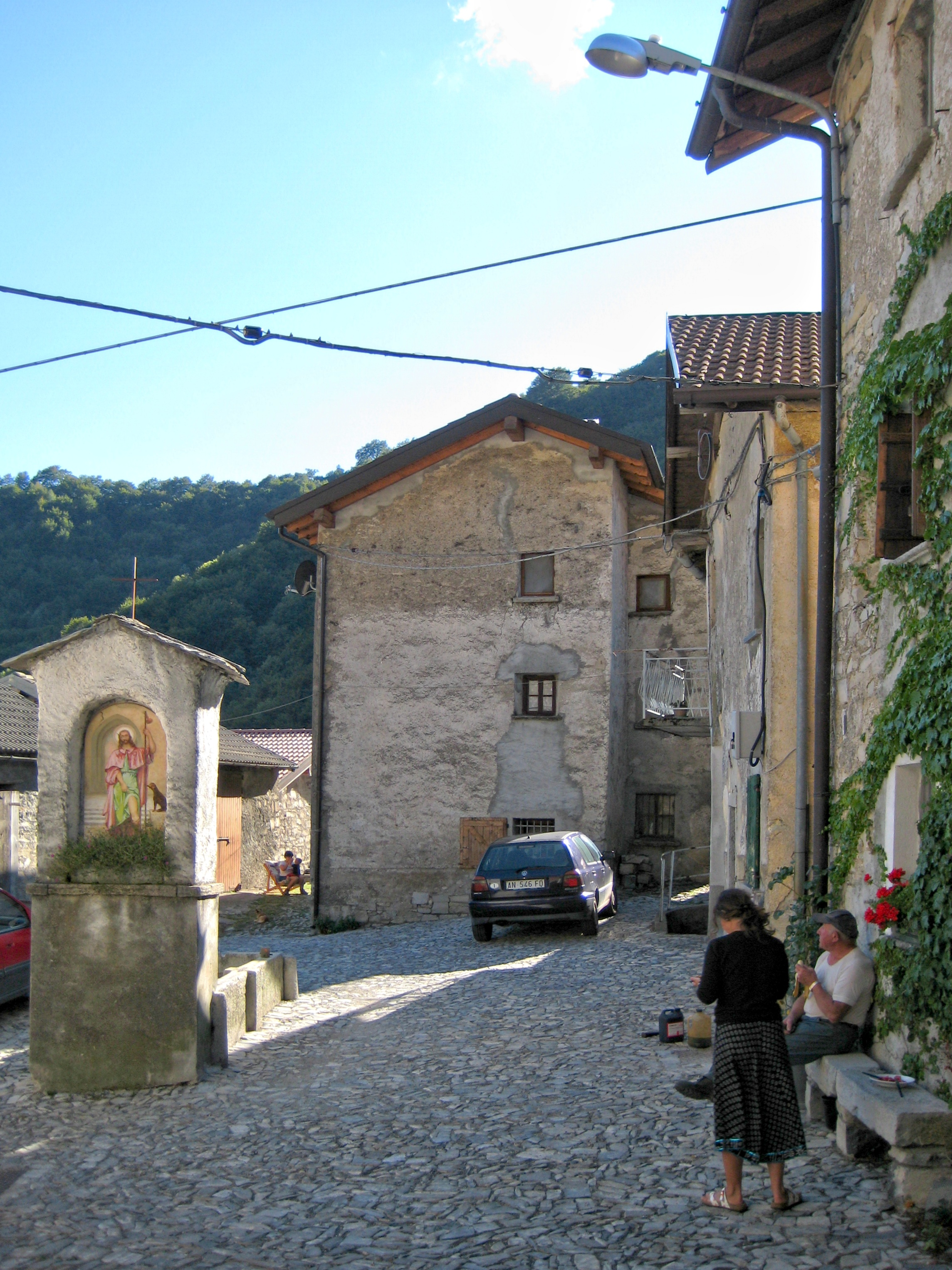
Erbonne

Erbonne ist eine Fraktion der Gemeinde Centro Valle Intelvi in der italienischen Provinz Como.

## Geographie
Das Dorf liegt auf 940 m ü. M. und auf der linken Seite der Breggia. Es befindet sich im höchsten Teil des Muggiotals.
Vom Dorf führt ein Fußweg mit einer Brücke über die Breggia nach Scudellate in der Schweiz. Die Entfernung beträgt etwa einen Kilometer. Der nächstgelegene italienische Ort ist in einer Entfernung von etwa sechs Kilometern Casasco d’Intelvi. Die Straße dorthin führt durch das Gebiet Alp von Cerano, im Volksmund bekannt als Pian delle Alpi (983 Meter ü. M.). Sie bildet die Grenze zwischen dem Muggiotal (oder Valle di Muggio) und dem Tal Val d’Intelvi.

## Geschichte

### Vorgeschichte
In der Umgebung von Erbonne wurde in der Höhle Generosa Feuerstein gefunden, der auf eine Besiedlung durch Neandertaler vor 50.000 bis 60.000 Jahren hinweist. In der Höhle wurden auch Überreste des ausgestorbenen Höhlenbären gefunden.
Die Entdeckung erfolgte durch den Paläontologen Andrea Tintori von der Universität Mailand. Sie sind von außergewöhnlichem Wert, da sie die Anwesenheit des Menschen auf einer Höhe von über 1000 Metern während der Würm-Kaltzeit dokumentieren (wenn auch wohl nur sporadisch). Dies kann durch kurzfristige Schwankungen der Temperatur erklärt werden.

### Mittelalter
Das Dorf war bis zum Ende des vierzehnten Jahrhunderts Teil des Herzogtums Mailand. Die Einwohner von Erbonne halten an dem Brauch des Viehtriebs nach Scudellate fest, ungeachtet der italienisch-schweizerischen Grenzziehung im sechzehnten Jahrhundert.

## Sehenswürdigkeiten

### Museum der Guardia di Finanza und des Schmuggels
Das kleine Museum befindet sich in einer verlassenen Kaserne der Guardia di Finanza am Ausgang des Dorfes an der alten Route nach Scudellate. Das Museum kann aufgrund der geringen Größe nicht betreten werden. Die Ausstellungsstücke werden in Vitrinen außerhalb gezeigt. Die meisten stammen aus der Periode, in der Schmuggel eine Lebensgrundlage für die Menschen vor Ort war. Dies wurde von den Ordnungskräften teilweise mit massiven Mitteln bekämpft, manchmal aber auch toleriert.

### Das Fuchsloch von Erbonne
Nicht weit von dem Dorf ist das Fuchsloch (auch Den Erbonne genannt), eine Höhle mit einer Länge von 130 Metern und einer Höhe von 16 Metern. Es ist auf einer Höhe von 1075 m gelegen. Die Höhle ist nur schwer zugänglich, sowohl weil der Eingang sich an einem steilen Hang befindet, als auch aufgrund der geringen Größe des Eingangs.

## Bevölkerung
Bei der letzten Volkszählung im Jahr 2001 wurden 15 Bewohner festgestellt. Im August 2012 gab es nur noch 9 Personen, die in dem Ort wohnen.